# Rémi Cotta
 (septembre 2010).
Si vous disposez d'ouvrages ou d'articles de référence ou si vous connaissez des sites web de qualité traitant du thème abordé ici, merci de compléter l'article en donnant les références utiles à sa vérifiabilité et en les liant à la section « Notes et références ».
Rémi Cotta, né en 1966 à Marseille, est un chanteur, comédien et auteur français.

## Biographie
Il entreprend tout d’abord une carrière de graphiste après l’obtention de son diplôme aux Beaux Arts d’Orléans. Attiré par le spectacle, il conçoit des décors de divers spectacles pour des compagnies de théâtre à Lyon et notamment pour le théâtre des Célestins de Lyon. 
Diplômé du conservatoire national supérieur de musique de Lyon en chant, musique ancienne, Rémi Cotta commence sa carrière à l’Opéra de Lyon avec Claire Gibot puis avec William Christie, mais aussi avec le quatuor de Jazz "Avoixcadabra !" dont il est l’arrangeur associé. Il intègre à Lyon la compagnie de danse contemporaine Temps Battant pour laquelle il chante et danse. Danseur de tango argentin, il participe à plusieurs Biennales de la danse de Lyon. Aussi comédien dans des téléfilms et pièces de théâtre, notamment "Panique en Coulisse" de Michael Frayn, adapté par Michèle Laroque et Dominique Deschamp pour une tournée franco-suisse, "Cyrano de Bergerac" et "l'Impression de Smyrne" de Goldoni mis en scène par Bernard Rozet en tournée française et suisse.

## Carrière de chanteur

### Comédies musicales
Rémi Cotta tient des rôles dans diverses comédies musicales : "Le bal des animaux" ; "Au petit Bonheur la Chance" ; "Anges et Démons" ; "Japan Tour of Broadway Musical Company" ; "Dracula" ; "Chance !" ; "Le comte de Montecristo" ; "Mon frigo me trompe" ; "My Fair Lady" ou encore "Théo, Prince des Pierres"…

### Opérettes, opéra, oratorio
Il interprète des rôles dans : "Soir de réveillon", "Pas sur la bouche", "La Route Fleurie" ; "L’Auberge du Cheval blanc" ; "Rêves de Valses" ; "Valses de Vienne" ; "Violettes Impériales" ; "Le Pays du Sourire" ; "La Vie Parisienne" ; "La Veuve Joyeuse" ; "Sissy" ; "Princesse Czardas" ; "Lakmé" ; "Acis et Galathée" ; "Les Noces de Figaro" ; "Thésée" ; "Stabat Mater" de Caldara ou encore "La Messe du Couronnement" de Mozart.

## Mise en scène
Il crée en collaboration avec Miguel-Ange Sarmiento et réalise le spectacle mensuel événementiel "Le Carolina Show" depuis 2010.
Il signe les mises en scène de "Théo, Prince des Pierres" nommée aux Musicals de Béziers en 2007 et "La Petite Boutique du Bonheur" (Prix Découverte des Musicales de Paris, 2007).

## Réalisateur
2016 "Mierda Pobre" dans le long métrage "Salauds de Pauvres", co-réalisation avec Miguel-Ange Sarmiento

## Roman
Il édite son roman "Mon frigo me trompe" aux éditions Le Trigramme, puis adapte ce livre en comédie musicale sur les scènes parisiennes.